# لوك ريان
لوك ريان (بالإنجليزية: Luke Ryan)‏ هو لاعب كرة قدم أسترالية أسترالي، ولد في 6 فبراير 1996.

## وصلات خارجية
- لوك ريان على موقع AustralianFootball.com (الإنجليزية)
- لوك ريان على موقع AFLtables.com (الإنجليزية)